# Hofzeichen
Hofzeichen sind Hausmarken, also Erkennungszeichen von Bauernhöfen. Für Bauerngüter wurden diese seit dem 16. Jahrhundert genutzt. Damit wurde der bäuerliche Besitz gekennzeichnet, wie Pflugscharen und andere Ackergeräte, um diese als Eigentum zu markieren und vor unberechtigtem Zugriff zu schützen.
„in manchen Schulzenämtern ist das Verzeichnis dieser Marken [Hausmarken], womit auch alle Geräte gezeichnet werden, auf den sogenannten Hofzeichentafeln aufgestellt“ (Frischbier)
Teils waren es runenartige Zeichen oder auch vom Namen oder dessen Anfangsbuchstaben abgeleitete Symbole. Oft wurden diese Zeichen dann bei einem Besitzerwechsel beibehalten. Insbesondere wurden auch Lehengerichte mit solchen Kennzeichen markiert. Andererseits waren die Hofzeichen auch als Glückszeichen am Haus oder Stall angebracht, wie vielerorts gekreuzte Pferdeköpfe. Gedeutet werden sie in ihrer Herkunft als Stolz freier Bauern, die sich Zeichen zulegten, um diese wie die Ritter oder adligen Gutsbesitzer als „Wappen“ zu nutzen. Hofzeichen sind sowohl für märkische Dörfer als auch im Badischen und in Westfalen nachgewiesen und genutzt.